# Supin
Le supin est une catégorie grammaticale intermédiaire entre le nom et le verbe, défini soit comme une « forme nominale » ou « d'origine nominale » du verbe, soit comme l'une des formes « infinitives » du verbe, au même titre que l'infinitif, le participe ou le gérondif (ou : « participe adverbial »). Il est présent dans relativement peu de langues et exprime généralement une intention. En règle générale, il est utilisé avec un verbe de mouvement. Dans les langues qui ne possèdent pas de supin, on utilise souvent l'infinitif à la place.
Le supin existait probablement en proto-indo-européen. Le supin existe en latin et en ancien slave.

## En latin
En latin, la forme du supin est utilisée, soit en tant que telle, soit en tant que forme dérivée de son radical (on parle parfois de supin I et II),. Dans les dictionnaires latins actuels, le supin I (désinence -tum) est, dans l'ordre, la cinquième des formes indiquées.
- Exemple : narrō, narrās, narrāre, narrāvī, narrātum (ou en abrégé : narrō, -ās, -āre, -āvī, -ātum), « raconter ». Narrātum est ici la forme du supin.

### Supin I
Le supin I (désinence en -tum, ou -sum voire -xum pour certains verbes), utilisé avec les verbes de déplacement, sert :
à exprimer le but
- « Gladiātōrēs adfuerunt pugnātum. », « Les gladiateurs sont venus pour combattre. »
- « Eō lūsum. » (de lūdere), « Je vais jouer. »

à former l'infinitif futur passif avec l'infinitif présent passif īrī (de eō, īs, īre.).
- « Crēdidit sē necātum īrī. », « Il pensa qu'il allait être tué. »
- « amātum īrī », « être sur le point d'être aimé »

### Supin II
Le supin II, qui présente une désinence en ū long, est plus rare et ne concerne traditionnellement qu'un petit nombre de verbes. Il est dérivé du dativus finalis, qui exprime le but, ou de l’ablativus respectivus, qui indique « à quel égard » ou « sous quel rapport » :
- Rēs mīrābilis vīsū (de videō, voir) : « chose admirable à voir »
- Horribile dictū : « c'est horrible à dire ».
- Puer difficilis doctū : « un enfant difficile à éduquer »

On trouve aussi, dans la vieille langue, quelques rares emplois d'un supin II avec le sens d'un « ablatif de provenance » : 
- « Nunc obsonātū redeō » : « je reviens du marché » (Plaute, Les Ménechmes, v. 288)
- « cubitū surgat » : « qu'il se lève de son lit  » (Caton, De l'agriculture, 5, 5)

Il resterait également une trace pour quelques verbes d'une forme de datif du supin en -uī:
- memorō « rappeler » → memorātuī. Ex : Rēs lepidā memorātuī « Une chose agréable à rappeler » (Plaute)[2].

Mais selon Ernout et Thomas, il s'agit, non d'un supin, mais simplement de la forme nominale memorātus déclinée au datif. C'est aussi l'interprétation de Félix Gaffiot dans son dictionnaire latin-français.

### Dérivés
Le radical du supin permet de construire le participe passé passif, les dénominaux d'action, d'agent (masculin et féminin) et de façon d'agir, un adjectif d'état et le participe futur actif.
- narrātus, -a, -um, « raconté »
- narrātio, « narration, action de raconter »
- narrātor, « narrateur, celui qui raconte »
- narrātrix, « narratrice, celle qui raconte »
- narrātus, -us, « narration, façon de raconter »
- narrātivus, -iva, -ivum, « narratif, de narration, qu'on raconte »
- narrātūrus, -a, -um, « qui racontera, devant raconter »

Certains verbes latins, défectifs, ne possèdent pas de supin. Ex : volō, « vouloir ».

## En suédois
En suédois, on décrit comme un supin la forme secondaire indéclinable du participe parfait, qui est utilisée conjointement avec les formes anciennes de l'auxiliaire ha (« avoir ») pour former le parfait ou encore le plus-que-parfait. Exemple :
- Jag har druckit lite vatten. « J'ai bu un peu d'eau. »

À cette forme s'oppose le participe parfait sous sa forme déclinée et adjectivée :
- det druckna vattnet « l'eau bue ».

## Dans d'autres langues
- En roumain : Această carte este de citit « Ce livre est destiné à être lu »[11]
- En bas sorabe : njok spaś (infinitif, « je ne veux pas dormir ») vs. źi spat (supin, « va dormir »)
- En slovène : jesti (infinitif, « manger ») vs. grem jest (supin, « je vais manger »)
- En lituanien : tu turi malkų atnešti (infinitif, « tu dois aller chercher du bois ») vs. eik malkų atneštų (supin, « va chercher du bois »)[12]
- En anglais, c'est l'infinitif précédé de la particule to qui tient lieu de supin. On l'appelle pour cette raison full infinitive (« infinitif complet ») ou to-infinitive (« infinitif en to »).
I got something to say that might cause you pain : « J'ai quelque chose à dire qui peut te peiner » (The Beatles, You Can't Do That)